# والت هازارد
والت هازارد (بالإنجليزية: Walt Hazzard)‏ مواليد 15 أبريل 1942 في ويلمنغتون - الوفاة 18 نوفمبر 2011، كان لاعب كرة سلة أمريكي بدأ مسيرته الاحترافية في سنة 1964. بلغ طوله 6 قدم 2 بوصة (1.9 م). اعتزل اللعب في 1974.

## فرق لعب لها
- لوس أنجلوس ليكرز
- أتلانتا هوكس
- لوس أنجلوس كليبرز
- غولدن ستايت ووريورز

## الميداليات
| الميدالية | المسابقة                       |
| --------- | ------------------------------ |
| ذهبية     | الألعاب الأولمبية الصيفية 1964 |

## روابط خارجية
- والت هازارد على موقع الاتحاد الدولي لكرة السلة (الإنجليزية)
- والت هازارد على موقع إن بي أي (الإنجليزية)
- والت هازارد على موقع سبورتس رفرنس (الإنجليزية)
- والت هازارد على موقع كلية كرة السلة في سبورتس رفرنس.كوم (الإنجليزية)
- والت هازارد على موقع ريلجم (الإنجليزية)
- والت هازارد على موقع بروبوليرز (الإنجليزية)
- والت هازارد على موقع كلية كرة السلة في سبورتس رفرنس.كوم (الإنجليزية)
- والت هازارد على موقع سبورتس رفرنس (الإنجليزية)
- والت هازارد على موقع أوليمبيديا (الإنجليزية)